# Emil Preiss

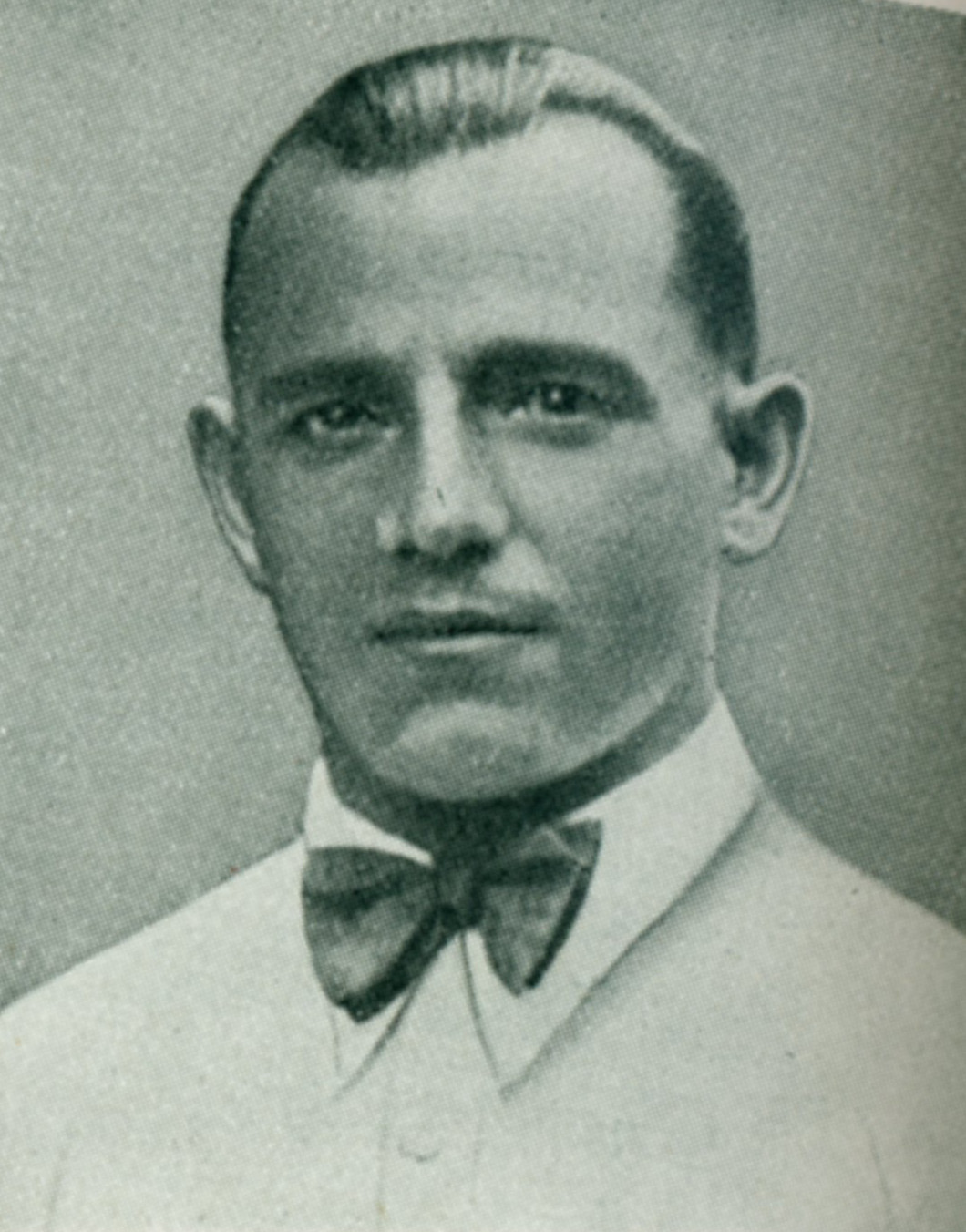
Emil Preiss, um 1933

Emil K. Preiss (* 1898 in Kirchheim unter Teck; † 15. Februar 1962) war ein deutsch-amerikanischer Turner, Trainer und Sportlehrer. 

## Leben
Preiss, ursprünglich Preiß geschrieben, war Mitglied im Männerturnverein Stuttgart. Er wanderte im Jahr 1923 in die Vereinigten Staaten aus, wo er das Normal College of the American Gymnastic Union (AGU College) in Indianapolis, Indiana besuchte. In den Jahren 1925 und 1926 gewann er zwei nationale Meisterschaften (1925: AAU free calisthenics title; 1926: American Turner all-around championship). Von 1926 bis 1930 war er Trainer beim Turnverein Aurora in Illinois und Sportlehrer am Illinois Turner Camp in Chicago.
Im Jahr 1928 turnte er auf dem Deutschen Turnfest in Köln und wurde Deutscher Meister im Achtkampf. Am 12. September 1928 kehrte er mit seiner Frau Emma Preiss von Bremen aus zurück nach Aurora.
Ende 1930 wechselte er von Illinoisan die Sportfakultät der University of Pennsylvania. Diese Tätigkeit übte er bis zu seinem Tod im Jahr 1962 aus. Posthum wurde ihm 1966 von der National Association of Collegiate Gymnastics Coaches (NACGC) ein Preis verliehen.